# Hesla
Hesla là một thị trấn thống kê (census town) của quận Hazaribag thuộc bang Jharkhand, Ấn Độ.

## Địa lý
Hesla có vị trí 24°04′B 85°53′Đ / 24,07°B 85,88°Đ Nó có độ cao trung bình là 365 mét (1197 feet).

## Nhân khẩu
Theo điều tra dân số năm 2001 của Ấn Độ, Hesla có dân số 5860 người. Phái nam chiếm 53% tổng số dân và phái nữ chiếm 47%. Hesla có tỷ lệ 78% biết đọc biết viết, cao hơn tỷ lệ trung bình toàn quốc là 59,5%: tỷ lệ cho phái nam là 83%, và tỷ lệ cho phái nữ là 73%. Tại Hesla, 12% dân số nhỏ hơn 6 tuổi.